# Russell Schweickart
Russell Louis Schweickart detto Rusty (Neptune, 25 ottobre 1935) è un ex astronauta statunitense. Partecipò alla missione Apollo 9 come pilota del modulo lunare.

## Biografia

### Istruzione e carriera militare
Schweikart nacque il 25 ottobre 1935 a Neptune/New Jersey. Frequentò la Manasquan High School a New Jersey. Dal 1956 al 1963 prestò il suo servizio da pilota presso la United States Air Force e la Air National Guard. Durante questi anni raggiunse ben 3.900 ore di volo, di cui 3.500 in aerei jet.

### Carriera NASA
Nel 1963 venne scelto insieme ad ulteriori 13 astronauti dalla NASA. Il 3 marzo 1969 partì per il suo unico volo nello spazio: la missione di Apollo 9. Schweikart ne fece parte nel ruolo di pilota del modulo lunare, insieme a James McDivitt (comandante) e David Scott (pilota del modulo di comando). In questa missione venne testato per la prima volta il modulo lunare - restando comunque sempre in un'orbita intorno alla Terra. Durante detto collaudo, il modulo si allontanò dal modulo di comando di circa 100 miglia, per venire in conseguenza riagganciato da questo. Schweikart svolse pure dell'attività extraveicolare compiendo una passeggiata nello spazio di circa 46 minuti. In totale rimase comunque fuori bordo per un'ora e 8 minuti. Il 13 marzo 1969 il successo della missione venne siglato dall'atterraggio sicuro avvenuto nelle acque dell'Oceano Atlantico. Durante il suo unico volo nello spazio vi rimase per 241 ore.
Schweikart collaborò come membro dell'equipaggio Backup della prima missione Skylab, prima di passare il 1º maggio 1974 al quartier generale della NASA a Washington D.C..
Schweikart è sposato con Clare G. Whitfield e padre di sette figli.